# Crumomyia pilosa
Crumomyia pilosa är en tvåvingeart som beskrevs av Allen L.Norrbom och Kim 1985. Crumomyia pilosa ingår i släktet Crumomyia och familjen hoppflugor. Inga underarter finns listade i Catalogue of Life.